# Podosphaera ferruginea
Podosphaera ferruginea är en svampart som först beskrevs av Diederich Franz Leonhard von Schlechtendal, och fick sitt nu gällande namn av U. Braun & S. Takam. 2000. Podosphaera ferruginea ingår i släktet Podosphaera och familjen Erysiphaceae.   Inga underarter finns listade i Catalogue of Life.
I den svenska databasen Dyntaxa används istället namnet Sphaerotheca ferruginea för samma taxon.  Arten är reproducerande i Sverige.